# Брайсон-Сіті (Північна Кароліна)
Брайсон-Сіті (англ. Bryson City) — місто (англ. town) в США, в окрузі Свейн штату Північна Кароліна. Населення — 1558 осіб (2020).

## Географія
Брайсон-Сіті розташований за координатами 35°25′36″ пн. ш. 83°26′50″ зх. д. / 35.42667° пн. ш. 83.44722° зх. д. (35.426610, -83.447265).  За даними Бюро перепису населення США в 2010 році місто мало площу 5,94 км², з яких 5,66 км² — суходіл та 0,28 км² — водойми.

## Демографія
Згідно з переписом 2010 року, у місті мешкали 1424 особи в 616 домогосподарствах у складі 343 родин. Густота населення становила 240 осіб/км².  Було 833 помешкання (140/км²).
Расовий склад населення:
| - 89,5 % — білих - 4,8 % — корінних американців - 0,6 % — азіатів - 0,5 % — чорних або афроамериканців - 2,5 % — осіб інших рас |

До двох чи більше рас належало 2,2 %. Частка іспаномовних становила 5,4 % від усіх жителів.
За віковим діапазоном населення розподілялося таким чином: 21,0 % — особи молодші 18 років, 57,9 % — особи у віці 18—64 років, 21,1 % — особи у віці 65 років та старші. Медіана віку мешканця становила 42,2 року. На 100 осіб жіночої статі у місті припадало 84,5 чоловіків;  на 100 жінок у віці від 18 років та старших — 82,3 чоловіків також старших 18 років.
Середній дохід на одне домашнє господарство  становив 45 422 долари США (медіана — 37 109), а середній дохід на одну сім'ю — 52 080 доларів (медіана — 45 893). За межею бідності перебувало 17,2 % осіб, у тому числі 28,0 % дітей у віці до 18 років та 8,4 % осіб у віці 65 років та старших.
Цивільне працевлаштоване населення становило 605 осіб. Основні галузі зайнятості: мистецтво, розваги та відпочинок — 25,1 %, освіта, охорона здоров'я та соціальна допомога — 19,2 %, роздрібна торгівля — 14,9 %, науковці, спеціалісти, менеджери — 11,6 %.